# Parcul Național Aigüestortes i Estany de Sant Maurici
Parcul Național Aigüestortes i Estany de Sant Maurici este o arie protejată (arie specială de conservare — SAC, sit de importanță comunitară — SCI, arie de protecție specială avifaunistică — SPA) din Spania întinsă pe o suprafață de 56.120,75 ha, integral pe uscat.

## Localizare
Centrul sitului Parcul Național Aigüestortes i Estany de Sant Maurici este situat la coordonatele 42°33′13″N 0°56′43″E / 42.5536°N 0.9454°E.

## Înființare
Situl Parcul Național Aigüestortes i Estany de Sant Maurici a fost declarat arie de protecție specială avifaunistică în februarie 1988 pentru a proteja 1 specie de plante și 76 de specii de animale. Alte tipuri de protecție:
- sit de importanță comunitară (în noiembrie 1996)
- arie specială de conservare (în decembrie 2013)[2][4][5]

## Biodiversitate
Situată în ecoregiunile alpină și mediteraneană, aria protejată conține 41 de habitate naturale: Păduri montane și subalpine de Pinus uncinata (* dezvoltate pe substrat gipsos sau calcaros), Fânețe montane, Ghețari permanenți, Galerii de Salix alba și de Populus alba, Râuri de munte și vegetația lor lemnoasă cu Salix elaeagnos, Ape oligotrofe din câmpii nisipoase, cu un conținut foarte redus de minerale (Littorelletalia uniflorae), Păduri aluvionare cu Alnus glutinosa și Fraxinus excelsior (Alno-Padion, Alnion incanae, Salicion albae), Păduri de Quercus ilex și Quercus rotundifolia, Păduri de fag Asperulo-Fagetum, Peșteri inaccesibile publicului, Pajiști umede mediteraneene cu ierburi înalte de Molinio-Holoschoenion, Pajiști uscate europene, Mlaștini împădurite, Formațiuni stabile xerotermofile de Buxus sempervirens pe pante stâncoase (Berberidion p.p.), Pajiști uscate seminaturale și facies de acoperire cu tufișuri pe substraturi calcaroase (Festuco-Brometalia) (* situri importante pentru orhidee), Pajiști carstice calcaroase sau bazofile, de Alysso-Sedion albi, Cursuri de apă de la nivel de câmpie la nivel montan, cu vegetație Ranunculion fluitantis și Callitricho-Batrachion, Grohotișuri silicioase de la nivelul montan până la nivelul zăpezii (Androsacetalia alpinae și Galeopsietalia ladani), Formațiuni ierboase bogate în specii de Nardus, dezvoltate pe substraturi silicioase în zone montane (și în zone submontane, în Europa continentală), Turbării active, Mlaștini turboase de tranziție și turbării mișcătoare, Pante stâncoase silicioase cu vegetație casmofită, Formațiuni montane de Cytisus purgans, Pajiști alpine și subalpine calcaroase, Grohotișuri termofile și vest-mediteraneene, Păduri pe pante, grohotișuri și ravene de Tilio-Acerion, Păduri de pin (sub-) mediteraneene cu pini negri endemici, Pajiști silicioase din Pirinei cu Festuca eskia, Roci stâncoase cu vegetație pionieră de Sedo-Scleranthion sau Sedo albi-Veronicion dillenii, Pante stâncoase calcaroase cu vegetație casmofită, Lacuri și iazuri distrofice naturale, Lacuri eutrofice naturale cu vegetație de tip Magnopotamion sau Hydrocharition, Păduri de fag acidofile atlantice, cu subarboret de Ilex și, uneori, de asemenea, Taxus, la nivelul arbuștilor (Quercion robori-petraeae sau Ilici-Fagenion), Fânețe de joasă altitudine (Alopecurus pratensis, Sanguisorba officinalis), Mlaștini alcaline, Păduri montane și subalpine de Pinus uncinata (* dezvoltate pe substrat gipsos sau calcaros), Vegetație gipsofilă iberică (Gypsophiletalia), Pajiști umede atlantice temperate cu Erica ciliaris și Erica tetralix, Formațiuni de Juniperus communis pe lande sau pajiști calcaroase, Pajiști cu Molinia pe soluri calcaroase, turboase sau argilos-nămoloase (Molinion caeruleae), Pajiști alpine și boreale.
La baza desemnării sitului se află mai multe specii protejate:
- plante (1): Buxbaumia viridis
- păsări (54): uliu porumbar (Accipiter gentilis gentilis), fluierar de munte (Actitis hypoleucos), minunița (Aegolius funereus), pescăruș albastru (Alcedo atthis), rață mare (Anas platyrhynchos), fâsă-de-câmp (Anthus campestris), fâsă de pădure (Anthus spinoletta), acvilă de munte (Aquila chrysaetos), stârc cenușiu (Ardea cinerea), buha (Bubo bubo), șorecarul comun (Buteo buteo), caprimulg (Caprimulgus europaeus), Certhia brachydactyla, mierla de apă (Cinclus cinclus), șerpar (Circaetus gallicus), porumbel gulerat (Columba palumbus), prepeliță (Coturnix coturnix), ciocănitoare neagră (Dryocopus martius), presură de grădină (Emberiza hortulana), șoim călător (Falco peregrinus), vânturel roșu (Falco tinnunculus), cinteză (Fringilla coelebs), găinușă de baltă (Gallinula chloropus), zăgan (Gypaetus barbatus), vulturul pleșuv sur (Gyps fulvus), acvilă pitică (Hieraaetus pennatus), capîntortură (Jynx torquilla), Lagopus muta pyrenaica, sfrâncioc roșiatic (Lanius collurio), forfecuță gălbuie (Loxia curvirostra), ciocârlie de pădure (Lullula arborea), gaia neagră (Milvus migrans), gaia roșie (Milvus milvus), mierlă de piatră (Monticola saxatilis), muscar sur (Muscicapa striata), pietrar sur (Oenanthe oenanthe), ciuf-pitic (Otus scops), Perdix perdix hispaniensis, pițigoi de brădet (Periparus ater), viespar (Pernis apivorus), Phalacrocorax carbo sinensis, Prunella collaris, Pyrrhocorax pyrrhocorax, cristei de baltă (Rallus aquaticus), mărăcinar (Saxicola rubetra), mărăcinar negru (Saxicola torquatus), sitar de pădure (Scolopax rusticola), silvie roșcată (Sylvia cantillans), silvie de tufiș (Sylvia undata), corcodel mic (Tachybaptus ruficollis), Tetrao urogallus aquitanicus, fluturașul de stâncă (Tichodroma muraria), pănțărușul (Troglodytes troglodytes), mierlă gulerată (Turdus torquatus)
- mamifere (12): liliac cârn (Barbastella barbastellus), lupul (Canis lupus), Galemys pyrenaicus, vidră de râu (Lutra lutra), liliac cu aripi lungi (Miniopterus schreibersii), liliac cu urechi de șoarece (Myotis blythii), liliac cărămiziu (Myotis emarginatus), liliac comun (Myotis myotis), liliacul mediteranean cu potcoavă (Rhinolophus euryale), liliacul mare cu potcoavă (Rhinolophus ferrumequinum), liliacul mic cu potcoavă (Rhinolophus hipposideros), urs brun (Ursus arctos)
- nevertebrate (7): Austropotamobius pallipes, croitorul mare al stejarului (Cerambyx cerdo), fluturele auriu (Euphydryas aurinia), Euplagia quadripunctaria, Graellsia isabellae, rădașcă (Lucanus cervus), Rosalia alpina
- pești (2): Cottus hispaniolensis, Parachondrostoma miegii
- reptile (1): Iberolacerta bonnali

Pe lângă speciile protejate, pe teritoriul sitului au mai fost identificate 4 specii de plante, 5 specii de păsări, 4 specii de amfibieni, 16 specii de mamifere, 3 specii de nevertebrate, 4 specii de reptile.